# スカイライン (ホノルル)
スカイライン（英語: Skyline）とは、アメリカ合衆国ハワイ州ホノルル郡のオアフ島南部において運行されている鉄道路線である。最初の営業区間である9駅、11マイル（約17.7キロメートル）が2023年6月30日に営業運転を始めた。開業するまでは、ホノルル・レール・トランジット（Honolulu Rail Transit）と呼ばれていた。
オアフ島では1947年に鉄道が一度廃止されており、旅客鉄道の本格的な復活はおよそ75年ぶりとなった。またアメリカ合衆国初の完全自動運転の都市鉄道である。

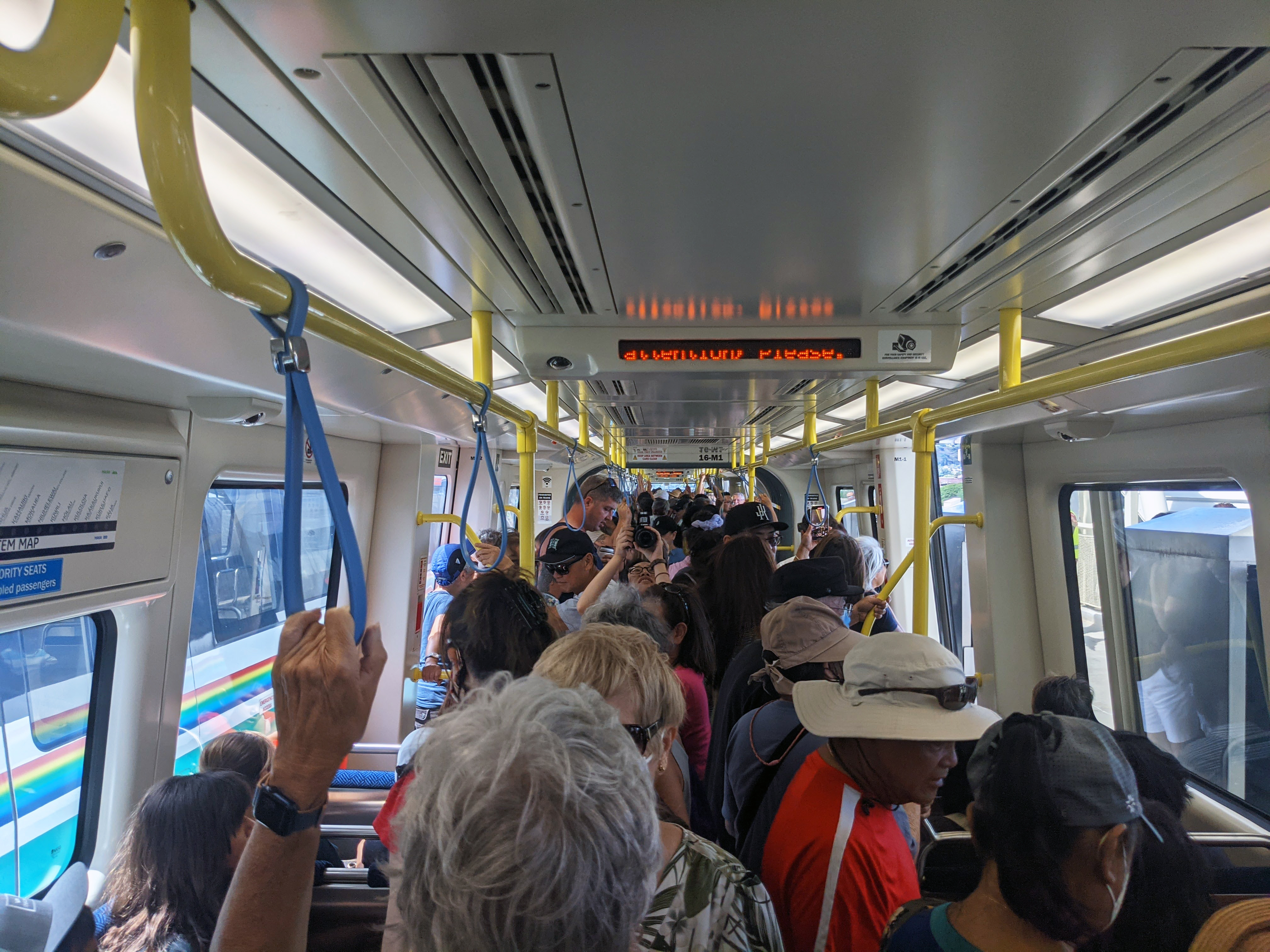
車内

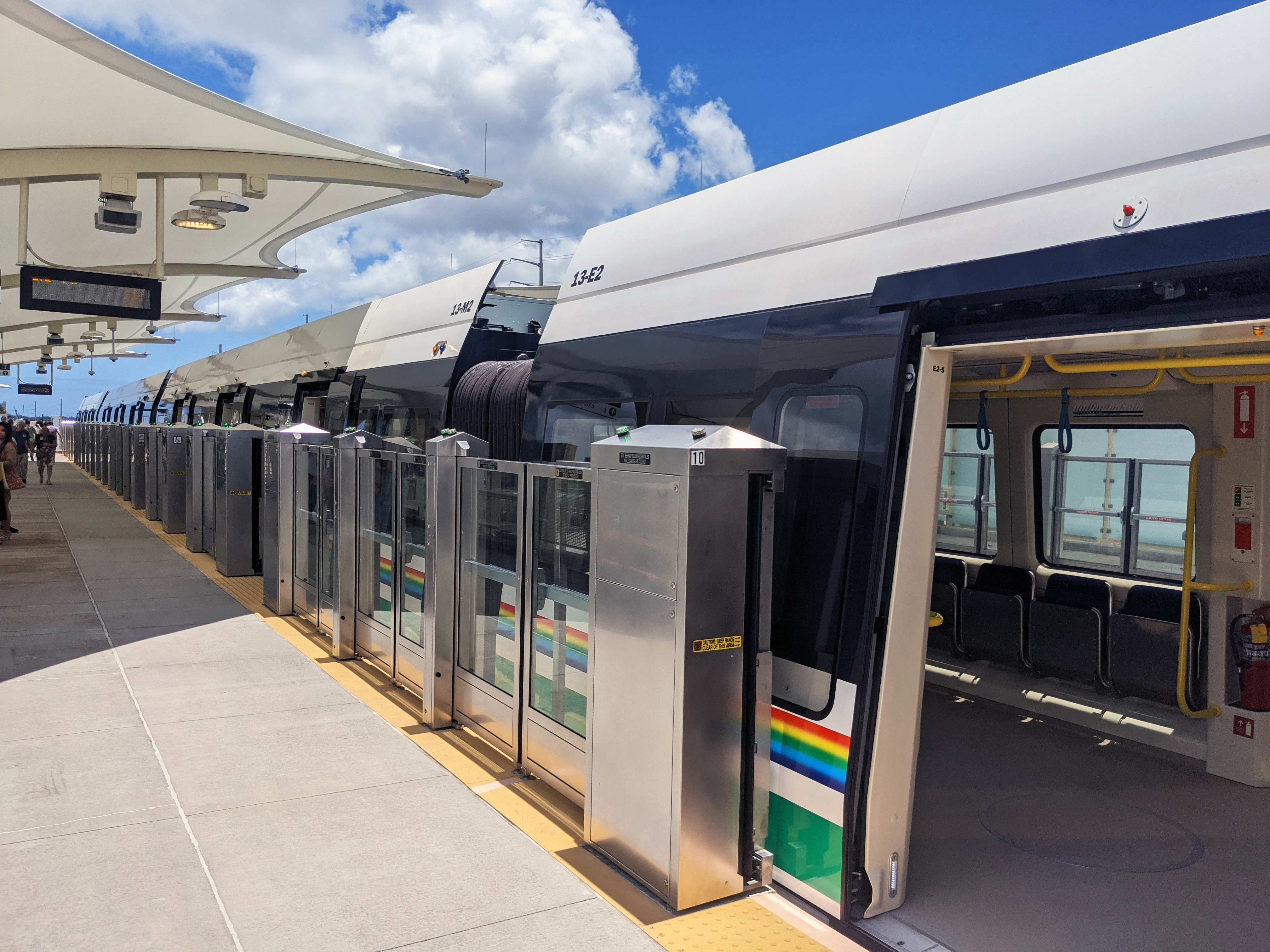
ホーム

## 概要
オアフ島南部、ホノルル市の郊外と中心部を東西に結ぶ路線で、第1期として、西の起点であるイースト・カポレイ駅（カポレイ）からアロハ・スタジアム駅までが2023年6月30日に開業した。2025年後半にダニエル・K・イノウエ国際空港などを含む第2期区間が延伸され、2031年にホノルル市庁舎近くのシビック・センター駅までの全線（19駅、約30キロメートル）が開業する予定である。アメリカ合衆国全体において第4位の過密な人口密度を有するホノルル中心市街地における深刻な交通渋滞を緩和することを目的に計画された。
複数のルートが検討され、ワイキキ地区やハワイ大学マノア校方面に延伸する計画もあった。
総工費は増加の一途を続けており、2018年7月時点の報告書では83億ドル（約9100億円）ほどと見積もられている。
信号・通信システムやホームドアなどは日立レールSTSが担当する。
電車は1編成4両の20編成が投入され、ラッシュ時には17本が営業に就く。日立レールイタリアが同社のドライバーレス・メトロを元に設計・製作を担当し、最終組立はアメリカ本土西海岸のカリフォルニア州にある日立レールUSA（日立レールイタリアの米国法人）の工場が担った。
最高時速は55マイル（約88km/h）である。全線開業後の所要時間は約40分を予定している。
乗車には有効な en:HOLO cardが必要となる。TheBusと運賃が統一され、高齢者・学生割引も同様に提供される。
車内には自転車を持ちこみ、固定できるスペースもある。

## 歴史
- 2005年：ホノルル高速鉄道輸送機構が設立される。
- 2012年2月：建設が承認される[12]。
- 2014年12月：高架の建設を開始[13]。
- 2023年6月30日：イースト・カポレイ駅（クアラカイ駅（英語版）） - アロハ・スタジアム駅（ ハラワ駅 ）が開業[3][14][2]。
- 2025年後半：Segment 2 （カハウイキ（英語版）まで）が開通予定。
- 2031年3月：Segment 3（カアカウククイ（英語版）まで）が開通予定[2]。

## 計画・設計・建設事業者
ホノルル高速鉄道輸送機構 (Honolulu Authority for Rapid Transportation, HART) は2005年に公社として設立され、鉄道の計画、設計、建設を担う事業者である。
開業直前の2023年6月9日、完成した Segment 1 の区間がホノルル高速鉄道輸送機構からホノルル交通局 (City and County of Honolulu Department of Transportation Services, DTS) に引き渡された。

## ルートと計画
| Schematic route map for Honolulu Rail Transit |                      |                  |                  |                    |               |
| セグメント                                    | 距離                 | 区間             | 区間             | 開業               | 参照          |
| Segment 1                                     | 10.8マイル (17.4 km) | クアラカイ駅     | ハラワ駅         | 2023年6月30日      | [ 17 ]        |
| Segment 2                                     | 5.3マイル (8.5 km)   | ハラワ駅         | カハウイキ駅     | 2025年後半（予定） | [ 18 ] [ 19 ] |
| Segment 3                                     | 3.3マイル (5.3 km)   | カハウイキ駅     | カアカウククイ駅 | 2031年（予定）     | [ 18 ] [ 20 ] |
| 計画                                          | 0.8マイル (1.3 km)   | カアカウククイ駅 | カリア駅         | 未定               | [ 21 ]        |

## 駅一覧
全区間ホノルル郡内に所在する。駅名はハワイ語であり、英語の別名称も付けられている。
| 駅番号 | 駅名           | 駅名                                            | 開業                   | 備考                                    |
| ------ | -------------- | ----------------------------------------------- | ---------------------- | --------------------------------------- |
| 01     | クアラカイ     | Kualakaʻi East Kapolei                          | 2023年6月              |                                         |
| 02     | ケオネアエ     | Keoneʻae University of Hawaiʻi – West Oʻahu     | 2023年6月              | ハワイ大学ウエストオアフ校 最寄駅       |
| 03     | ホノウリリ     | Honouliuli Hoʻopili                             | 2023年6月              |                                         |
| 04     | ホアエアエ     | Hōʻaeʻae West Loch                              | 2023年6月              |                                         |
| 05     | ポウハラ       | Pouhala Waipahu Transit Center                  | 2023年6月              |                                         |
| 06     | ハーラウラニ   | Hālaulani Leeward Community College             | 2023年6月              | 車両基地 併設                           |
| 07     | ワイアワ       | Waiawa Pearl Highlands                          | 2023年6月              |                                         |
| 08     | カラウアオ     | Kalauao Pearlridge                              | 2023年6月              |                                         |
| 09     | ハラワ         | Hālawa Aloha Stadium                            | 2023年6月              | アロハ・スタジアム 最寄駅               |
| 10     | マカラパ       | Makalapa Joint Base Pearl Harbor–Hickam         | 2025年予定 (Segment 2) | パールハーバー・ヒッカム統合基地 最寄駅 |
| 11     | レレパウア     | Lelepaua Daniel K. Inouye International Airport | 2025年予定 (Segment 2) | ダニエル・K・イノウエ国際空港 最寄駅    |
| 12     | アフア         | Āhua Lagoon Drive                               | 2025年予定 (Segment 2) |                                         |
| 13     | カハウイキ     | Kahauiki Middle Street–Kalihi Transit Center    | 2025年予定 (Segment 2) | ホノルル港 最寄駅                       |
| 14     | モカウエア     | Mokauea Kalihi                                  | 2031年予定 (Segment 3) |                                         |
| 15     | ニウヘレワイ   | Niuhelewai Honolulu Community College–Kapalāma  | 2031年予定 (Segment 3) |                                         |
| 16     | クウィリ       | Kūwili Iwilei                                   | 2031年予定 (Segment 3) |                                         |
| 17     | ホラウ         | Hōlau Chinatown                                 | 2031年予定 (Segment 3) |                                         |
| 18     | クロロイア     | Kuloloia Downtown                               | 2031年予定 (Segment 3) | ハワイ州都歴史地区 最寄駅               |
| 19     | カアカウククイ | Ka‘ākaukukui Civic Center                       | 2031年予定 (Segment 3) |                                         |
| 20     | ククルアエオ   | Kūkuluae‘o Kakaʻako                             | 計画                   |                                         |
| 21     | カリア         | Kālia Ala Moana Center                          | 計画                   | アラモアナセンター 最寄駅               |

## 運行時間
- 平日 - 午前5時～午後7時
- 土日 - 午前8時～午後7時[22]

## 舞台になった作品
- 2014年のアメリカ映画 ゴジラ では、ムートーが当時建設中だったスカイラインを破壊した[23][24]。